# محسن حميدي
محسن حميدي (بالفارسية: محسن حمیدی) هو لاعب كرة قدم إيراني في مركز الوسط، ولد في 30 سبتمبر 1985 في الأهواز في إيران. شارك مع منتخب إيران تحت 23 سنة لكرة القدم. أما مع النوادي، فقد لعب مع نادي ألومينيوم هرمزغان ونادي استقلال أهواز ونادي باس همدان ونادي سباهان أصفهان ونادي شاهين بوشهر ونادي صنعت نفط عبادان ونادي غسترش فولاد ونادي فولاد خوزستان.

## وصلات خارجية
- محسن حميدي على موقع قاعدة بيانات كرة القدم.إي يو (الإنجليزية)
- محسن حميدي على موقع Soccerway.com (الإنجليزية)